# Monasterio de San Clemente (Sevilla)
El Real Monasterio de San Clemente es un monasterio de la Orden del Císter situado en la ciudad española de Sevilla.

## Historia
Fue fundado en 1248 por Fernando III el Santo, que habiendo entrado sus tropas en la ciudad de Sevilla un 23 de noviembre, festividad del pontífice san Clemente, convino erigir un monasterio dedicado a dicho Papa. Por tanto, este monasterio sevillano de más de setecientos cincuenta años de vida se sitúa hasta el día de hoy en el mismo enclave desde su inicio. El rey Santo, decidió que la orden monástica del Císter femenino ocupara este nuevo monasterio, debido probablemente a que en aquellos momentos esta era la orden que aparecía más ligada a la familia real. La primera abadesa de la que existen evidencias fue una señora llamada Gontrueda Ruiz de León, con la que posiblemente se iniciara la vida de este cenobio femenino.
Este convento de importancia y relevancia suficiente, siempre ligado a la Corona y al arzobispado, recibirá en su claustro a las más importantes damas de la sociedad sevillana de los siglos medievales. El monasterio terminó siendo escogido como panteón real por diversos miembros de la realeza.
A finales del siglo XVI se realiza una ampliación en el monasterio, pues había que hacer una nueva iglesia más acorde y suficiente en tamaño para el número de religiosas, de manera que esta pudiera cubrir sus necesidades. Esta remodelación es indicador de la importancia del monasterio, que no solo se observa relevante en los siglos medievales, sino que también se mantiene así durante los siglos posteriores.

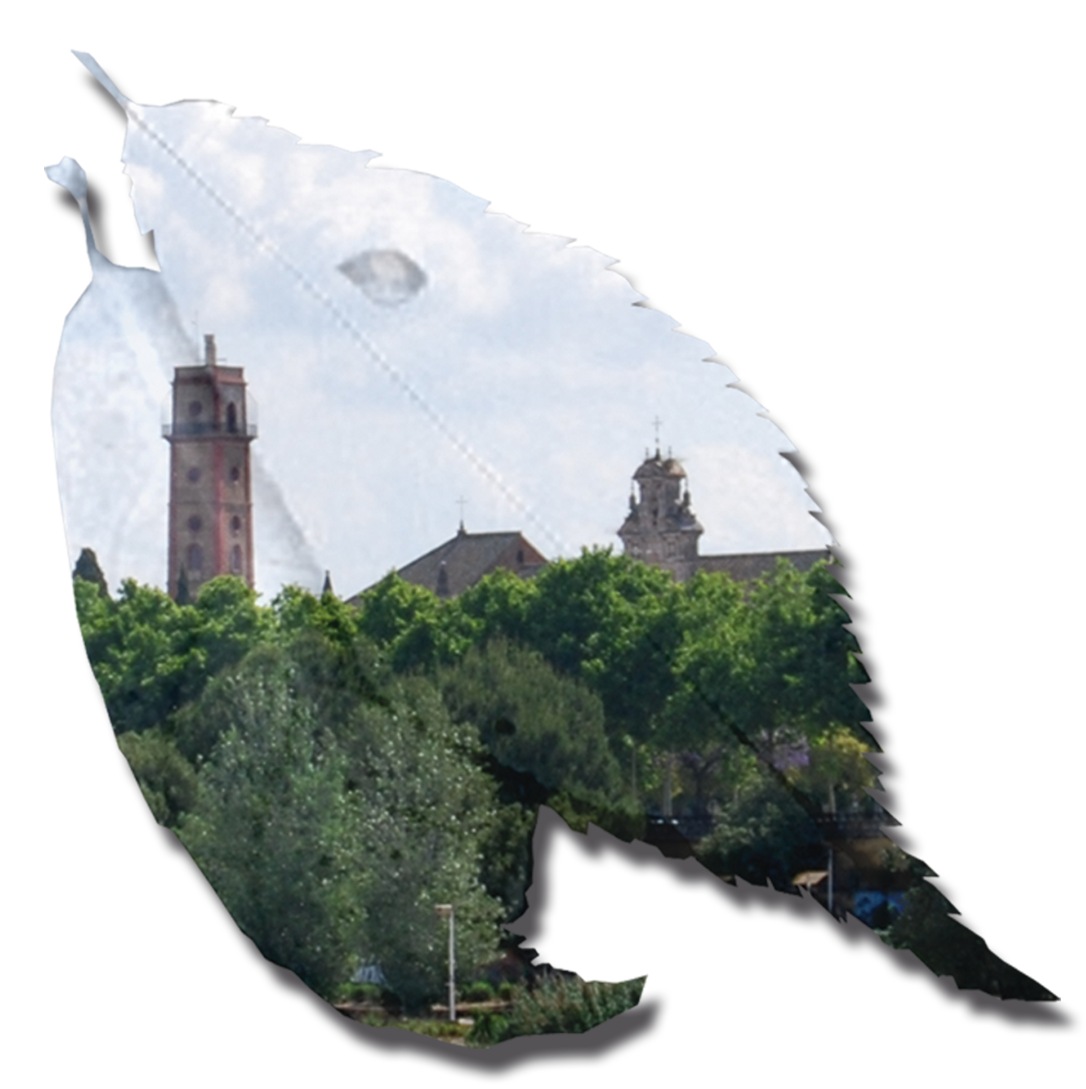
Detalle de la Torre de los Perdigones y monasterio de San Clemente

## Arquitectura
Arquitectónicamente es un conjunto heterogéneo de edificaciones, construidas en diferentes épocas y estilos, desde el siglo XVI al XVII. En el monasterio se describen dos hechos diferenciables, las salas de exposiciones y la iglesia.

## La iglesia
A la iglesia se accede a través de un extenso doble compás neoclásico con atrio porticado y recorrido por naranjos, damas de noche y jazmines. La nave de la iglesia está cubierta por un artesonado mudéjar, observándose también paramentos cubiertos en su parte inferior por un conjunto de azulejería cerámica pintada.
El retablo mayor de la Iglesia de San Clemente consta de sotobanco y banco, dos pisos de tres calles y un ático. Levantado por los hermanos Felipe y Gaspar de Ribas, puede considerarse como una de las mejores creaciones barrocas sevillanas.
En un sepulcro de piedra sencillo, cobijado por un arco en el lado del Evangelio de la iglesia, reposan los restos mortales de la reina María de Portugal, esposa de Alfonso XI de Castilla y madre de Pedro I el Cruel.
En el lado de la epístola podemos contemplar el espléndido retablo de San Juan Bautista que fue realizado por Francisco de Ocampo y Felguera entre los años 1606 y 1610. Las esculturas son de Gaspar Núñez Delgado, destacando el san Juan por su maestría. Las pinturas y la policromía son obra de Francisco Pacheco. El resto de los retablos de la iglesia del monasterio de San Clemente, a excepción de uno dieciochesco, son del siglo XVII.

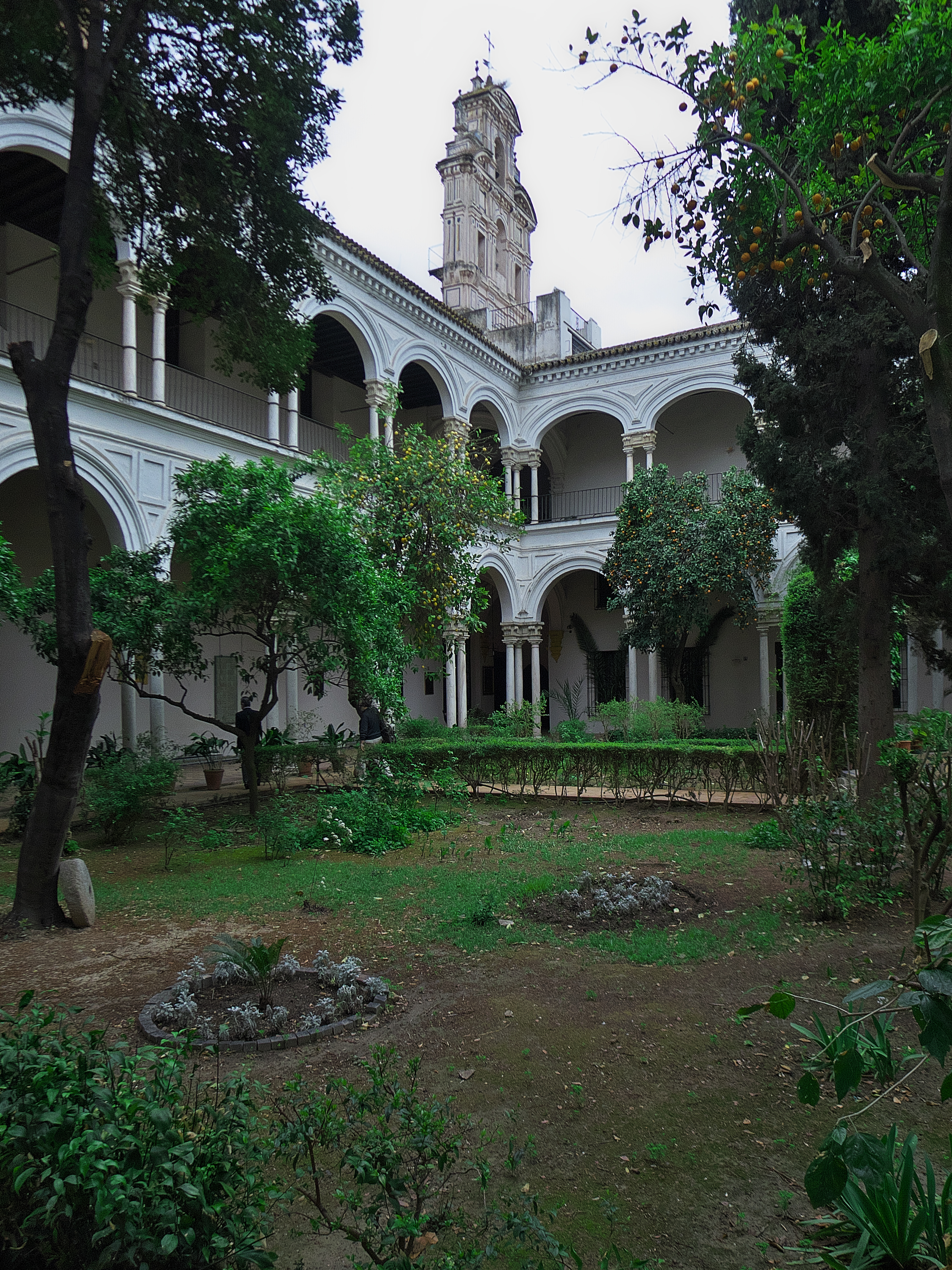
Claustro

### Pintura y escultura
La riqueza artística que ostenta el convento se reparte entre relieves, lienzos, pinturas, esculturas y motivos ornamentales de diversas épocas y artistas, tales como Juan Martínez Montañés, Gaspar Núñez Delgado, Francisco de Ocampo y Felguera, Francisco Pacheco, Valdés Leal, Lucas Valdés, Francisco de Paula Escribano o Lorenzo Barba Figueroa, entre otros.

### Orfebrería
- Copón de plata dorada del siglo XIV.
- Portaviático de plata y plata dorada de 1829.
- Ostensorio de oro, plata dorada y perlas, obra de Miguel María Palomino, y realizado entre 1813 y 1825.
- Corazón de santa Gertrudis, realizado en plata dorada en el siglo XVIII.
- Lámpara de bronce y azófar del siglo XV. Se encuentra colocada sobre la sepultura de Beatriz de Castilla, hija de Enrique II de Castilla.

## Miembros de la realeza sepultados en la iglesia de San Clemente
A lo largo de la historia, diversos miembros de la realeza quisieron hacer del monasterio de San Clemente su lugar de reposo. Así, en diferentes emplazamientos de la iglesia, se encuentran las tumbas de los siguientes individuos:
- María de Portugal (1313-1357), esposa de Alfonso XI de Castilla y madre de Pedro I el Cruel.
- Fernando de Castilla (1332-1333), hijo de Alfonso XI de Castilla y de María de Portugal.
- Berenguela de Castilla (1253-1300), hija de Alfonso X el Sabio y de Violante de Aragón.[a]
- Beatriz de Castilla (m. 1409), hija de Enrique II de Castilla y de Beatriz Ponce de León y Jérica.

## Privilegios reales
En el monasterio de San Clemente se conserva una colección de privilegios reales otorgados por diversos monarcas al monasterio, y entre los que destacan los siguientes, todos ellos conservados en el archivo del monasterio:
- Sevilla, 11 de enero de 1261. Alfonso X el Sabio concede al monasterio de San Clemente de Córdoba una huerta situada en Córdoba que, posteriormente, pasaría a ser propiedad del monasterio de San Clemente de Sevilla.
- Sevilla, 10 de enero de 1284. Alfonso X el Sabio concede al monasterio de San Clemente de Sevilla una serie de privilegios, exenciones y propiedades territoriales.
- Sevilla, 15 de agosto de 1284. Sancho IV de Castilla confirma el privilegio otorgado por su padre, Alfonso X, al monasterio de San Clemente de Sevilla el 10 de enero de 1284, por el que concedía al monasterio una serie de exenciones, privilegios y propiedades.
- Burgos, 13 de abril de 1304. Fernando IV de Castilla confirma los privilegios que Alfonso X y Sancho IV habían concedido al monasterio de San Clemente de Sevilla, y al mismo tiempo confirma el trueque de la propiedad de un olivar en Almensilla, que había sido donado al monasterio por Alfonso X, por una propiedad situada en la Torre de Guadiamar, municipio despoblado actualmente.
- Sevilla, 25 de octubre de 1327. Alfonso XI de Castilla confirma un privilegio por el que su padre, Fernando IV, concedía al monasterio de San Clemente de Sevilla la exención de las tercias del pan, vino, terrazgos y ganados pertenecientes a la Corona.[5]
- Sevilla, 27 de octubre de 1327. Alfonso XI de Castilla confirma el privilegio que su padre, Fernando IV, concedió al monasterio de San Clemente de Sevilla el 13 de agosto de 1310, y por el que le confirmaba a dicho monasterio todas las mercedes y franquezas otorgadas por sus predecesores en el trono.[5]

## Hospedería y situación actual
El convento perdió todas sus propiedades durante las desamortizaciones de los siglos XVIII  y XIX. Hoy en día tiene adaptadas diversas celdas para acoger a huéspedes con objeto de ayudar al mantenimiento de la comunidad. También en la comunidad religiosa elaboran dulces y otras confituras muy apreciados en Sevilla.